# Chytonix submediana
Chytonix submediana là một loài bướm đêm trong họ Noctuidae.